# Soupis památek

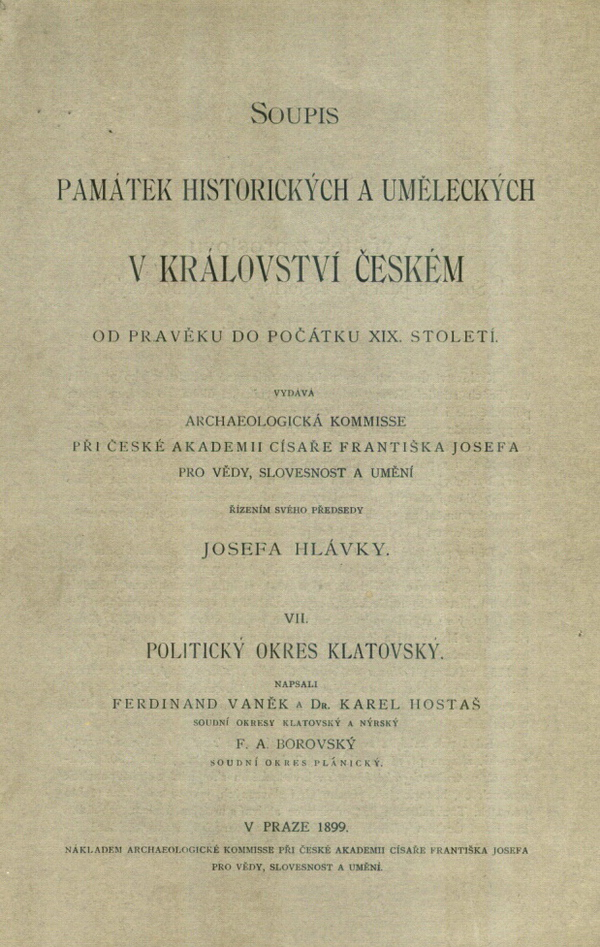
Typická obálka Soupisů

Soupis památek, plným názvem Soupis památek historických a uměleckých v království Českém (německy Topographie der Historischen und Kunst-Denkmale im Königreiche Böhmen, později Soupis památek historických a uměleckých v Republice československé) byla edice, kterou vydávala „Archaeologická kommisse“ při České akademii císaře Františka Josefa pro vědy, slovesnost a umění (1897–1918), později Archaeologická kommisse při České akademii věd a umění (1921–1937).
Po roce 1989 vyšly některé díly v reprintu (Prachatice). Dále se podařilo dodatečně vydat nedokončené díly (Karlovy Vary (německy), Pardubice – Holice – Přelouč, Ledeč nad Sázavou, Frýdland, Litoměřice, Město Český Krumlov).
Vydané tituly:
| SOUPIS PAMÁTEK HISTORICKÝCH A UMĚLECKÝCH | SOUPIS PAMÁTEK HISTORICKÝCH A UMĚLECKÝCH | SOUPIS PAMÁTEK HISTORICKÝCH A UMĚLECKÝCH                 | SOUPIS PAMÁTEK HISTORICKÝCH A UMĚLECKÝCH | SOUPIS PAMÁTEK HISTORICKÝCH A UMĚLECKÝCH |
| A. ZEMĚ ČESKÁ.                           | A. ZEMĚ ČESKÁ.                           | A. ZEMĚ ČESKÁ.                                           | A. ZEMĚ ČESKÁ.                           | A. ZEMĚ ČESKÁ. |
| Hlavní město Praha.                      | Hlavní město Praha.                      | Hlavní město Praha.                                      | Hlavní město Praha.                      | Hlavní město Praha. |
| ---------------------------------------- | ---------------------------------------- | -------------------------------------------------------- | ---------------------------------------- | --- |
| číslo                                    | název                                    | autoři                                                   | rok vydání                               | poznámka |
| 1.                                       | Metropolitní chrám sv. Víta              | Antonín Podlaha, Kamil Hilbert                           | 1906                                     | přístupné online |
| 2. a                                     | Poklad svatovítský                       | Eduard Šittler, Antonín Podlaha                          | 1903                                     | vyšlo také německy, přístupné online |
| 2. b                                     | Knihovna kapitulní                       | Antonín Podlaha                                          | 1903                                     | vyšlo také německy, přístupné online |
| 3.                                       | Korunovační klenoty království Českého   | Karel Chytil, Antonín Podlaha, Karel Vrba                | 1912                                     | vyšlo také německy, přístupné online |
| Venkovské okresy.                        |                                          |                                                          |                                          | |
| 1.                                       | Kolín                                    | Karel Boromejský Mádl                                    | 1897                                     | vyšlo také německy, přístupné online Archivováno 27. 11. 2014 na Wayback Machine.                                                                         |
| 2.                                       | Louny                                    | Bohumil Matějka                                          | 1897                                     | vyšlo také německy, přístupné online Archivováno 8. 5. 2021 na Wayback Machine.                                                                           |
| 3.                                       | Sedlčany                                 | Eduard Šittler, Antonín Podlaha                          | 1898                                     | vyšlo také německy, přístupné online Archivováno 27. 11. 2014 na Wayback Machine.                                                                         |
| 4.                                       | Roudnice I. Okres                        | Bohumil Matějka                                          | 1898                                     | vyšlo také německy, přístupné online Archivováno 27. 11. 2014 na Wayback Machine.                                                                         |
| 5.                                       | Milevsko                                 | Antonín Podlaha, Eduard Šittler                          | 1898                                     | vyšlo také německy, přístupné online Archivováno 27. 11. 2014 na Wayback Machine.                                                                         |
| 6.                                       | Mělník                                   | Antonín Podlaha                                          | 1899                                     | vyšlo také německy, přístupné online |
| 7.                                       | Klatovy                                  | Ferdinand Vaněk, Karel Hostaš, František Adolf Borovský  | 1899                                     | vyšlo také německy, přístupné online Archivováno 8. 5. 2021 na Wayback Machine.                                                                           |
| 8.                                       | Budějovice I. Okres                      | Josef Braniš                                             | 1900                                     | přístupné online Archivováno 27. 11. 2014 na Wayback Machine.                                                                                             |
| 9.                                       | Rokycany                                 | Antonín Podlaha                                          | 1900                                     | vyšlo také německy, přístupné online Archivováno 27. 11. 2014 na Wayback Machine.                                                                         |
| 10.                                      | Třeboň                                   | František Mareš, Jan Sedláček                            | 1900                                     | vyšlo také německy, přístupné online[nedostupný zdroj] |
| 11.                                      | Chrudim                                  | Karel Chytil                                             | 1900                                     | přístupné online Archivováno 27. 11. 2014 na Wayback Machine.                                                                                             |
| 12.                                      | Sušice                                   | Karel Hostaš, Ferdinand Vaněk                            | 1900                                     | přístupné online[nedostupný zdroj] |
| 13.                                      | Příbram                                  | Antonín Podlaha                                          | 1901                                     | vyšlo také německy, přístupné online[nedostupný zdroj] |
| 14.                                      | Jindřichův Hradec                        | Josef Novák                                              | 1901                                     | přístupné online Archivováno 27. 11. 2014 na Wayback Machine.                                                                                             |
| 15.                                      | Karlín                                   | Antonín Podlaha, Eduard Šittler                          | 1901                                     | přístupné online |
| 16.                                      | Vysoké Mýto                              | Zdeněk Wirth                                             | 1902                                     | přístupné online Archivováno 27. 11. 2014 na Wayback Machine.                                                                                             |
| 17.                                      | Domažlice                                | Ferdinand Vaněk, Karel Hostaš                            | 1902                                     | přístupné online Archivováno 29. 8. 2021 na Wayback Machine.                                                                                              |
| 18.                                      | Pelhřimov                                | Josef Soukup                                             | 1903                                     | přístupné online Archivováno 27. 11. 2014 na Wayback Machine.                                                                                             |
| 19.                                      | Hradec Králové                           | Antonín Cechner                                          | 1901                                     | vyšlo také německy, přístupné online Archivováno 27. 11. 2014 na Wayback Machine.                                                                         |
| 20.                                      | Slaný                                    | Ferdinand Velc                                           | 1904                                     | přístupné online Archivováno 27. 1. 2022 na Wayback Machine.                                                                                              |
| 21.                                      | Mladá Boleslav                           | František Bareš                                          | 1905                                     | přístupné online Archivováno 27. 11. 2014 na Wayback Machine.                                                                                             |
| 22.                                      | Polička                                  | Zdeněk Wirth                                             | 1906                                     | vyšlo také německy, přístupné online Archivováno 27. 11. 2014 na Wayback Machine.                                                                         |
| 23.                                      | Chotěboř                                 | Zdeněk Wirth                                             | 1906                                     | přístupné online Archivováno 27. 11. 2014 na Wayback Machine.                                                                                             |
| 24.                                      | Český Brod                               | Antonín Podlaha                                          | 1907                                     | vyšlo také německy, přístupné online Archivováno 19. 2. 2023 na Wayback Machine.                                                                          |
| 25.                                      | Přeštice                                 | Karel Hostaš, Ferdinand Vaněk                            | 1907                                     | přístupné online Archivováno 27. 11. 2014 na Wayback Machine.                                                                                             |
| 26.                                      | Kladno                                   | Zdeněk Wirth                                             | 1907                                     | přístupné online Archivováno 27. 11. 2014 na Wayback Machine.                                                                                             |
| 27.                                      | Roudnice II. Zámek roudnický             | Max Dvořák, Bohumil Matějka                              | 1907                                     | vyšlo také německy, přístupné online Archivováno 27. 11. 2014 na Wayback Machine.                                                                         |
| 28.                                      | Vinohrady                                | Antonín Podlaha                                          | 1908                                     | vyšlo také německy, přístupné online |
| 29.                                      | Litomyšl                                 | Bohumil Matějka, Josef Štěpánek (historik), Zdeněk Wirth | 1908                                     | přístupné online Archivováno 27. 11. 2014 na Wayback Machine.                                                                                             |
| 30.                                      | Stříbro                                  | Jaroslav Kamper, Zdeněk Wirth                            | 1908                                     | vyšlo také německy, přístupné online Archivováno 27. 11. 2014 na Wayback Machine.                                                                         |
| 31.                                      | Nová Paka                                | Antonín Cechner                                          | 1909                                     | přístupné online Archivováno 27. 11. 2014 na Wayback Machine.                                                                                             |
| 32.                                      | Turnov                                   | Josef Vítězslav Šimák                                    | 1909                                     | přístupné online Archivováno 27. 11. 2014 na Wayback Machine.                                                                                             |
| 33.                                      | Písek                                    | Josef Soukup                                             | 1910                                     | přístupné online Archivováno 27. 11. 2014 na Wayback Machine.                                                                                             |
| 34.                                      | Náchod                                   | Zdeněk Wirth, František Machát                           | 1910                                     | vyšlo také německy, přístupné online[nedostupný zdroj] |
| 35.                                      | Benešov                                  | Antonín Podlaha                                          | 1911                                     | vyšlo také německy, přístupné online Archivováno 27. 11. 2014 na Wayback Machine.                                                                         |
| 36.                                      | Rakovník I. Hrad Křivoklát               | Antonín Cechner                                          | 1911                                     | vyšlo také německy, přístupné online Archivováno 27. 11. 2014 na Wayback Machine.                                                                         |
| 37.                                      | Kralovice                                | Antonín Podlaha                                          | 1912                                     | přístupné online[nedostupný zdroj] |
| 38.                                      | Prachatice                               | František Mareš, Jan Sedláček                            | 1913                                     | vyšlo také německy, fotoreprint 1995 ISBN 80-238-0141-4, přístupné online Archivováno 27. 11. 2014 na Wayback Machine.                                    |
| 39.                                      | Rakovník II. Okres                       | Antonín Cechner                                          | 1913                                     | přístupné online Archivováno 27. 11. 2014 na Wayback Machine.                                                                                             |
| 40.                                      | Jáchymov                                 | Richard Schmidt                                          | 1913                                     | vyšlo také německy, přístupné online Archivováno 27. 11. 2014 na Wayback Machine.                                                                         |
| 41.                                      | Krumlov I. Okres                         | František Mareš, Jan Sedláček                            | 1918                                     | dostupné on-line |
| 42.                                      | Kaplice                                  | Antonín Cechner                                          | 1921                                     | vyšlo také německy www.academia.edu/3703176/ |
| 43.                                      | Loket                                    | Anton Gnirs                                              | 1927                                     | Vydala Německá společnost věd a umění pro ČSR v Praze www.academia.edu/3789901/                                                                           |
| 44.                                      | Čáslav                                   | Alžběta Birnbaumová, Libuše Jansová                      | 1929                                     | www.academia.edu/4983021/ |
| 45.                                      | Broumov                                  | Antonín Cechner                                          | 1930                                     | www.academia.edu/3703183/ |
| 46.                                      | Mnichovo Hradiště I, Okres               | Josef Vítězslav Šimák                                    | 1930                                     | www.academia.edu/3745238/ |
| 47.                                      | Lanškroun                                | Josef Cibulka, Jan Sokol                                 | 1935                                     | www.academia.edu/3745248/ |
| 48.                                      | Dvůr Králové                             | Emanuel Poche                                            | 1937                                     | www.academia.edu/3745254/ |
| 49.                                      | Plzeň I. Město Plzeň                     | Kamil Hilbert, Ladislav Lábek, Zdeněk Wirth              |                                          | Připraveno k tisku, nevyšlo |
| 50.                                      | Teplá a Mariánské Lázně                  | Anton Gnirs                                              | 1932                                     | Vydala Německá společnost věd a umění pro ČSR v Praze www.academia.edu/3789904/                                                                           |
| 51.                                      | Liberec                                  | Karl Friedrich Kühn                                      | 1934                                     | Vydala Německá společnost věd a umění pro ČSR v Praze www.academia.edu/3745257/ https://kramerius.svkhk.cz/view/uuid:5b5a367a-339f-44cf-a4be-1ba6dd2f26c7 |
| SOUPIS PAMÁTEK ČESKOSLOVENSKÉHO LIDU.    |                                          |                                                          |                                          | |
| 1.                                       | Lid na Hlinecku                          | Karel Václav Adámek                                      | 1900                                     | |

## Dodatečné vydání nedokončených dílů soupisu
- GNIRS, Anton. Topographie der historischen und kunstgeschichtlichen Denkmale in dem Bezirke Karlsbad. München: Oldenbourg, 1996. 262 s. ISBN 3-486-56170-7. (německy). Stav k roku 1930. https://www.academia.edu/4604218/
- VENDL, Václav Karel. Edice nedokončeného soupisu uměleckých památek politického okresu pardubicko-holicko-přeloučského. Příprava vydání Jana Marešová. Praha: Artefactum, 2007. 235 s. (Fontes historiae artium; sv. XIII). ISBN 978-80-86890-10-4. https://www.academia.edu/3789909/
- SOUKUP, Josef; VALCHÁŘ, Jan. Soupis památek historických a uměleckých v politickém okresu ledečském. Příprava vydání Jan Sommer, Kristina Uhlíková. Praha: Artefactum, 2010. 239 s. (Fontes historiae artium; sv. XIV). ISBN 978-80-86890-28-9.[1] https://www.academia.edu/3789909/
- KÜHN, Karl Friedrich. Verzeichnis der kunstgeschichtlichen und historischen Denkmale im Landkreis Friedland. Praha: Artefactum, 2013. 351 s. (Fontes historiae artium; sv. XV). Dostupné online. ISBN 978-80-86890-59-3. (německy)
- LUKSCH, Vinzenz. Topographie der historischen und Kunst-Denkmale im politischen Bezirke Leitmeritz. Teil I, Stadt Leitmeritz / Soupis historických a uměleckých památek v politickém okresu Litoměřice. Díl I, Město Litoměřice. Praha: Artefactum, 2015. 474 s. (Fontes historiae artium; sv. XVI). Dostupné online. ISBN 978-80-86890-79-1. (německy / česky)
- MAREŠ, František; SEDLÁČEK, Jan. Soupis památek historických a uměleckých v politickém okresu českokrumlovském. Díl II: Město Český Krumlov Svazek 1–3. Inventar der Historischen Bau- und Kunstdenkmäler im politischen Bezirk Böhmisch Krumau. Teil II: Stadt Böhmisch Krumau Bau 1–3. Ilustrace Josef Seidel, Josef Wolf. Praha: Ústav dějin umění AV ČR, 2018. 956 s. ISBN 978-80-868-9006-7. (česky, německy)
- LUKSCH, Vinzenz. Topographie der historischen und Kunst Denkmale im politischen Bezirke Leitmeritz. Teil II, Bezirk Leitmeritz : Edition des Manuskripts / Soupis památek historických a uměleckých v politickém okrese Litoměřice. Díl II, Okres Litoměřice : edice rukopisu. Praha: Artefactum, 2019. 898 s. ISBN 978-80-882-8323-2. (česky, německy)